# Fluorellestadite
La fluorellestadite è un minerale appartenente al gruppo dell'ellestadite.